# José Ruiz Santaella
José Ruiz  Santaella (Baena, provincia de Córdoba, 1904 - Córdoba, 1997) fue un diplomático e Ingeniero agrónomo español, distinguido como "Justo entre las Naciones" por su papel durante la Segunda Guerra Mundial.

## Biografía
Estuvo casado con Carmen Schrader Angerstein y fue padre de siete hijos.
Ingeniero agrónomo por la Universidad Politécnica de Madrid, fundó y dirigió la Escuela de Ingenieros Agrónomos de Córdoba. Así mismo fue funcionario español del cuerpo diplomático. Como agregado en la embajada española de Berlín en los años 1940, durante la Segunda Guerra Mundial, contribuyó, con la ayuda de su esposa Carmen Schrader, a salvar la vida de Gertrud Neumann, Ruth Arndt y Lina Arndt, perseguidas por su condición de judías por la Alemania nazi.
José Ruiz Santaella y su esposa, Carmen Schrader, fueron distinguidos el 13 de octubre de 1988 como Justos entre las Naciones por el Yad Vashem de Israel.
Ruiz Santaella fue miembro de la Real Academia de Ciencias, Bellas Letras y Nobles Artes de Córdoba.